# Hong Myung-bo
Hong Myung-bo (Seoel, 12 februari 1969) is een Zuid-Koreaans voetbalcoach en voormalig voetballer. Hij wordt samen met Cha Bum-kun beschouwd als een van de beste Zuid-Koreaanse voetballers aller tijden. In 2004 werd hij door Pelé opgenomen in de FIFA 100. Van 2013 tot 2014 was hij bondscoach van Zuid-Korea.

## Spelerscarrière
Hong speelde voetbal voor de Universiteit van Korea toen hij in 1990 geselecteerd werd voor zijn eerste WK. Pas in 1992 sloot hij zich voor het eerst aan bij een club: Pohang Steelers, toen nog bekend onder de naam POSCO Atoms. Bij die club groeide hij in geen tijd uit tot een vaste waarde en won hij meteen de K-League. Hong was een verdediger die graag mee opschoof en makkelijk een lange pass kon versturen. Daardoor was hij ondanks zijn positie regelmatig betrokken bij het opzetten van een aanval. Hong was een klassieke libero, hetgeen hem later in zijn vaderland de bijnaam "Libero voor het leven" opleverde. Gedurende de jaren 1990 werd hij vier keer verkozen in het beste elftal van de competitie.
In mei 1997 verhuisde Hong naar de Japanse middenmoter Bellmare Hiratsuka. Na twee jaar stapte hij over naar topclub Kashiwa Reysol. Hong veroverde er in 1999 de J-League Cup. Een jaar later werd hij verkozen in het beste elftal van de J-League.
In 2002 keerde Hong terug naar zijn ex-club Pohang Steelers. Datzelfde jaar bereikte de club ook de finale van de Koreaanse FA Cup. Nadien besloot hij zijn carrière in de Verenigde Staten verder af te bouwen. In 2003 tekende Hong een contract bij de Amerikaanse topclub LA Galaxy, waar hij ploegmaat werd van onder meer Carlos Ruiz, Chris Albright, Andreas Herzog en Alexi Lalas. De 34-jarige libero was de eerste Koreaanse speler ooit in de Major League Soccer. In zijn eerste jaar in de Verenigde Staten werd hij meteen verkozen in het All-Star Team. In 2003 kondigde hij aan dat hij na 2004 zou stoppen met voetballen.

## Nationale ploeg
Hong werd buiten de grenzen van zijn vaderland vooral bekend als de centrale verdediger van het Zuid-Koreaans elftal. In 1990 plaatste het land zich voor het WK in Italië. De toen 21-jarige Hong nam het met Zuid-Korea op tegen België, Spanje en Uruguay, maar overleefde de groepsfase niet.
Vier jaar later maakte Hong indruk op het WK in de Verenigde Staten. Vooral in de groepswedstrijd tegen Spanje toonde de verdediger zijn talent. Bij een 2-0 achterstand zorgde hij er met een doelpunt en een assist voor dat Zuid-Korea opnieuw op gelijke hoogte kwam. Enkele weken later bevonden Hong en zijn ploegmaats zich in een gelijkaardige situatie. Zuid-Korea stond 3-0 achter tegen latere wereldkampioen West-Duitsland, maar kwam nog terug tot 3-2 na alweer een doelpunt en een assist van Hong. Door de nederlaag was Zuid-Korea opnieuw uitgeschakeld na de groepsfase.
Ook aan het WK 1998 in Frankrijk nam Hong deel. De verdediger die steevast met het rugnummer 20 speelde, nam het met zijn land op tegen België, Nederland en Mexico. De Zuid-Koreanen verzamelden één punt, na een gelijkspel tegen België, en keerden dus snel huiswaarts.
In 2000 loodste Hong zijn land voor het eerst in twaalf jaar naar de halve finale van de Azië Cup. Zuid-Korea werd daarin uitgeschakeld door Saoedi-Arabië, maar won nadien wel van China in de troostfinale.
Het WK 2002 werd georganiseerd door Japan en Zuid-Korea. Daardoor was Hong, die inmiddels ook aanvoerder was, met zijn land rechtstreeks geplaatst voor de eindfase van het toernooi en werd hij de eerste Aziatische voetballer die vier WK's na elkaar speelde. Op het toernooi in eigen land werd Zuid-Korea geleid door de bondscoach Guus Hiddink. Onder zijn leiding en dankzij een getalenteerde generatie bestaande uit onder meer Hong, Seol Ki-Hyeon, Park Ji-sung en Lee Young-pyo bereikte Zuid-Korea verrassend de halve finale. Eerder had het land onder meer Spanje en Italië uitgeschakeld na twee controversiële duels die ontsierd werden door scheidsrechterlijke dwalingen. In de halve finale verloor Zuid-Korea van Duitsland met 1-0 door een doelpunt van Ballack. In de finale om de derde plaats verloren de Zuid-Koreanen van Turkije. Hong kreeg na afloop de Bronzen Bal en werd ook opgenomen in het elftal met de beste spelers van het WK. Nog nooit eerder had een Aziatische voetballer de Bronzen Bal in ontvangst mogen nemen.
Na het WK zette Hong een punt achter zijn interlandcarrière. Hij speelde in totaal 136 keer voor Zuid-Korea en is daarmee recordinternational. In 2004 werd hij door Pelé opgenomen in de FIFA 100.

## Trainerscarrière
Na het beëindigen van zijn spelersloopbaan werd Hong de assistent van Dick Advocaat, toenmalig bondscoach van Zuid-Korea. Samen loodsten ze het land in 2006 naar het WK in Duitsland. Ook toen Pim Verbeek in 2006 de fakkel van Advocaat overnam, bleef Hong assistent-bondscoach. Vanaf 2007 vervulde hij die functie bij het elftal onder 23 jaar.
In 2009 werd de gewezen libero zelf hoofdtrainer en kreeg hij de Zuid-Koreaanse jeugdselecties onder 20 en 23 jaar onder zijn hoede. In 2012 loodste hij Zuid-Korea op de Olympische Spelen in Londen naar een bronzen medaille. Zijn land verloor in de halve finale van Brazilië, maar won nadien in de troostfinale met 2-0 van Japan.
In 2012 waagde hij zich voor eerst aan een functie bij een club. Hong werd toen de assistent van Guus Hiddink bij Anzji Machatsjkala. In juni 2013 stapte hij op om Choi Kang-Hee op te volgen als bondscoach van Zuid-Korea. Hong tekende een contract voor twee jaar bij de Zuid-Koreaanse bond. Omdat het land zich onder zijn voorganger al geplaatst had voor het WK in Brazilië mocht Hong in 2014 voor het eerst als trainer deelnemen aan het wereldkampioenschap. Daar werd Zuid-Korea roemloos uitgeschakeld in de eerste ronde, waarna Hong terugtrad als bondscoach en werd opgevolgd door de Duitser Uli Stielike.
Op 17 december 2015 werd Hong aangesteld als hoofdtrainer van Hangzhou Greentown, waar hij in mei 2017 vertrok. Op 24 december 2020 werd Hong aangesteld als hoofdtrainer van Ulsan Hyundai.

## Erelijst
Als speler
 Gimcheon Sangmu
- Zuid-Koreaanse semi-professionele competitie: 1991 Herfst

 Pohang Steelers
- K League 1 (1): 1992
- Koreaanse League Cup (1): 1993
- Koreaanse FA Cup (1): 1996
- Asian Club Championship (1): 1996/97

 Kashiwa Reysol
- J-League Cup (1): 2000

 Zuid-Koreaanse Universiade
- Universiade: 1991

 Zuid-Korea
- Dynasty Cup: 1990

Individueel als speler
- K League 1 Meest Waardevolle Speler: 1992
- K League 1 Best XI: 1992, 1994, 1995, 1996, 2002
- Wereldvoetbalelftal: 1997
- AFC Aziatische All Stars: 1997, 2000
- Aziatisch kampioenschap voetbal Elftal van het Toernooi: 2000
- J1 League Best XI: 2000
- WK voetbal Bronzen Bal: 2002
- WK voetbal All-Star Team: 2002
- Wereldvoetballer van het jaar: nominatie in 2002
- FIFA 100: 2004
- K League Best XI van dertigjarig bestaan K League 1: 2013
- Aziatische Football Hall of Fame: 2014